# Серемаја Баји
Серемаја Баји (енгл. Seremaia Bai; 4. јануар 1979) професионални је рагбиста и репрезентативац Фиџија, који тренутно игра за најтрофејнији енглески рагби тим Лестер тајгерс. Прошао је све млађе селекције Фиџија, а за сениорску је дебитовао против Јапана у тест мечу 2000. Играо је на светском првенству 2007. а 2009. изабран је за капитена репрезентације Фиџија. Играо је и на светском првенству 2011. Значајан траг је оставио у француском шампионату играјући за Клермон и Кастр. Априла 2014. потписао је за Лестер. Играо је и за рагби 7 репрезентацију Фиџија. Његов млађи брат Сетареки Короилагилаги је такође професионални рагбиста. 